# 韩承羽
韩承羽（1991年7月11日—），本名韩霄宇，男，汉族，中国偶像歌手、演员。

## 生平
1991年 出生于山东省威海市一个工人家庭。
2010年 毕业于山东省威海市第二中学，同年考入北京电影学院2010级表演系本科班（2013年毕业）；
2012年 20岁获得李湘亲睐签约旗下经纪公司芒果影业，并推荐主演其投资的青春偶像剧《另一种灿烂生活》饰演男一号关渔一角而走红，被称为“湘男郎”；随后在电视剧《水男孩》、《花非花雾非雾》中扮演主要角色；
2013年 以演员身份参加湖南卫视《2013快乐男声》备受争议和关注，最后只获得杭州赛区10强、全国66进30被淘汰；
- 2014年 参与电影《撞青春》的拍摄[7][8]。

## 音乐作品
未收录在专辑的单曲
| 首播时间   | 歌曲名称                 | 备注                           |
| ---------- | ------------------------ | ------------------------------ |
| 2011-12-26 | 《另一种灿烂生活》       | 电视剧《另一种灿烂生活》主题曲 |
| 2011-12-26 | 《光合效应》             | 电视剧《另一种灿烂生活》插曲   |
| 2011-12-26 | 《孤单的呼吸》（VS刘忻） | 电视剧《另一种灿烂生活》片尾曲 |
| 2012-12-05 | 《你的泪水侵冷了夏天》   | 电视剧《花开半夏》主题曲       |
| 2012-12-05 | 《那片海》（VS刘忻）     | 电视剧《花开半夏》片尾曲       |

## 影视作品

### 电视剧/網絡劇
| 首播年份 | 剧名                              | 角色        | 备注                                     |
| 2012年   | 《另一种灿烂生活》                | 关渔        |                                          |
| 2013年   | 《花非花雾非雾》                  | 安庭伟      | [ 9 ]                                    |
| 2014年   | 《不可思议的夏天》單元:搜索依赖症 | 周浩然      | 網絡劇                                   |
| 2014年   | 《金牌红娘1》                     | 李悦琛      | 網絡劇                                   |
| 2015年   | 《只因单身在一起》                | 秦俊愷      |                                          |
| 2015年   | 《金牌红娘2》                     | 李悦琛      | 網絡劇                                   |
| 2017年   | 《龙珠传奇》                      | 叶默声      |                                          |
| 2019年   | 《听雪楼》                        | 迦若/青嵐   | [ 10 ]                                   |
| 2019年   | 《水男孩》                        | 骆天蓝      | 網絡劇                                   |
| 2019年   | 《秦岭神树》                      | 竇誠        | 網絡劇                                   |
| 2020年   | 《锦衣之下》                      | 藍清玄      |                                          |
| 2020年   | 《琉璃》                          | 柳意歡      | [ 11 ]                                   |
| 2020年   | 《长安诺》                        | 蕭啟翰      |                                          |
| 2021年   | 《与君歌》                        | 文宗        | 客串                                     |
| 2021年   | 《周生如故》                      | 桓愈        |                                          |
| 2022年   | 《镜·双城》                       | 治修        |                                          |
| 2022年   | 《山河月明》                      | 李景隆      | 2018年拍摄                               |
| 2022年   | 《我的开挂人生》                  | 郝帅        | 網絡短劇                                 |
| 2022年   | 《沉香如屑》                      | 裴洛        |                                          |
| 2022年   | 《唐朝诡事录》                    | 独孤遐叔    | 網絡劇，单元《黃梅殺》                   |
| 2023年   | 《虎鹤妖师录》                    | 莫谷子/千愁 | 網絡劇                                   |
| 2023年   | 《你是我的光芒》                  | 墨愷        | 網絡短劇                                 |
| 2023年   | 《一念关山》                      | 韓世子      | 網絡劇                                   |
| 2024年   | 《唐朝诡事录之西行》              | 独孤遐叔    | 網絡劇，單元《仵作之死》、单元《黃梅殺》 |
| 2024年   | 《长乐曲》                        | 莫谦之      |                                          |
| 2024年   | 《深潜》                          | 凌寒        | 2019年拍攝                               |
| 2025年   | 《心动千年》                      | 魇留        | 網絡短劇，2021年拍攝                     |
| 待播出   | 《天枢之契约行者》                | 冷亦鸣      |                                          |
| 待播出   | 《天下长安》                      | 杜伏威      |                                          |
| 待播出   | 《瑶象传奇》                      | 李詡        |                                          |
| 待播出   | 《唐朝诡事录之长安》              | 独孤遐叔    | 網絡劇                                   |

### 电影
| 上映年份 | 电影名                   | 角色     | 备注     |
| 2014年   | 《撞青春》               | 小宇     |          |
| 2017年   | 《大唐狄仁杰之东瀛邪术》 | 狄仁杰   | 網絡電影 |
| 2017年   | 《识色，幸也》           |          |          |
| 2018年   | 《青春的牙》             |          |          |
| 2021年   | 《赘婿之吉兴高照》       | 王公子   | 网络电影 |
| 2022年   | 《独孤天下之异瞳》       |          | 网络电影 |
| 2024年   | 《爆款好人》             | 面膜主播 |          |

### 综艺节目
- 湖南卫视《天天向上》《快乐大本营》《百变大咖秀》《快乐男声》《想唱就唱》
- 青海卫视《《健康相对论》
- 旅游卫视《美丽俏佳人》
- 湖北卫视《包公来了》
- 广西卫视《挑战名人墙》
- 东南卫视《微博超级大》
- 光线传媒《娱乐现场》
- 搜狐电视《New Face》
- 中国教育电视台《明星约会指南》